# Cuphea nivea
Cuphea nivea är en fackelblomsväxtart som beskrevs av S.A.Graham. Cuphea nivea ingår i släktet blossblommor, och familjen fackelblomsväxter. Inga underarter finns listade i Catalogue of Life.